# União Nacional Africana do Quénia
KANU, sigla do nome em língua inglesa da União Nacional Africana do Quénia (Kenya African National Union) é um partido político do Quénia. 
O partido nasceu em 1960, da fusão da União Africana do Quénia (KAU) com o Movimento Independente do Quénia e do Partido do Congresso do Povo. O seu primeiro líder foi Jomo Kenyatta, que tinha sido presidente da KAU desde 1943 e que se tornou no primeiro Presidente do Quénia.
Foi o partido maioritário desde a independência, em 1963 e, em 1982, a Assembleia Nacional emendou a Constituição, tornando o país monopartidário. Este estado de coisas durou até 1991, quando a Assembleia revogou aquela disposição mas, nas eleições de 1992 e 1997, o presidente Daniel Arap Moi (sucessor de Jomo Kenyatta) e a KANU mantiveram, respectivamente as posições presidencial e de maioria no Parlamento.
Em 2002, a KANU e o seu candidato presidencial, Uhuru Kenyatta (filho do primeiro Presidente do Quénia) perderam por larga margem contra Mwai Kibaki, apoiado pela coligação NARC , terminando assim quase 40 anos de supremacia. A seguir a estas eleições, a KANU dividiu-se em duas facções, uma delas, liderada por Uhuru Kenyatta, uniu-se ao Partido Liberal Democrático do Quénia (PLD), para formar o ODM-Kenya (sigla de Movimento Democrático Laranja), enquanto a KANU ficou numericamente enfraquecida. Nas eleições de 2007, a KANU entrou no Partido de Unidade Nacional, uma coligação que apoiou Mwai Kibaki.